# Ron Miller (Künstler)

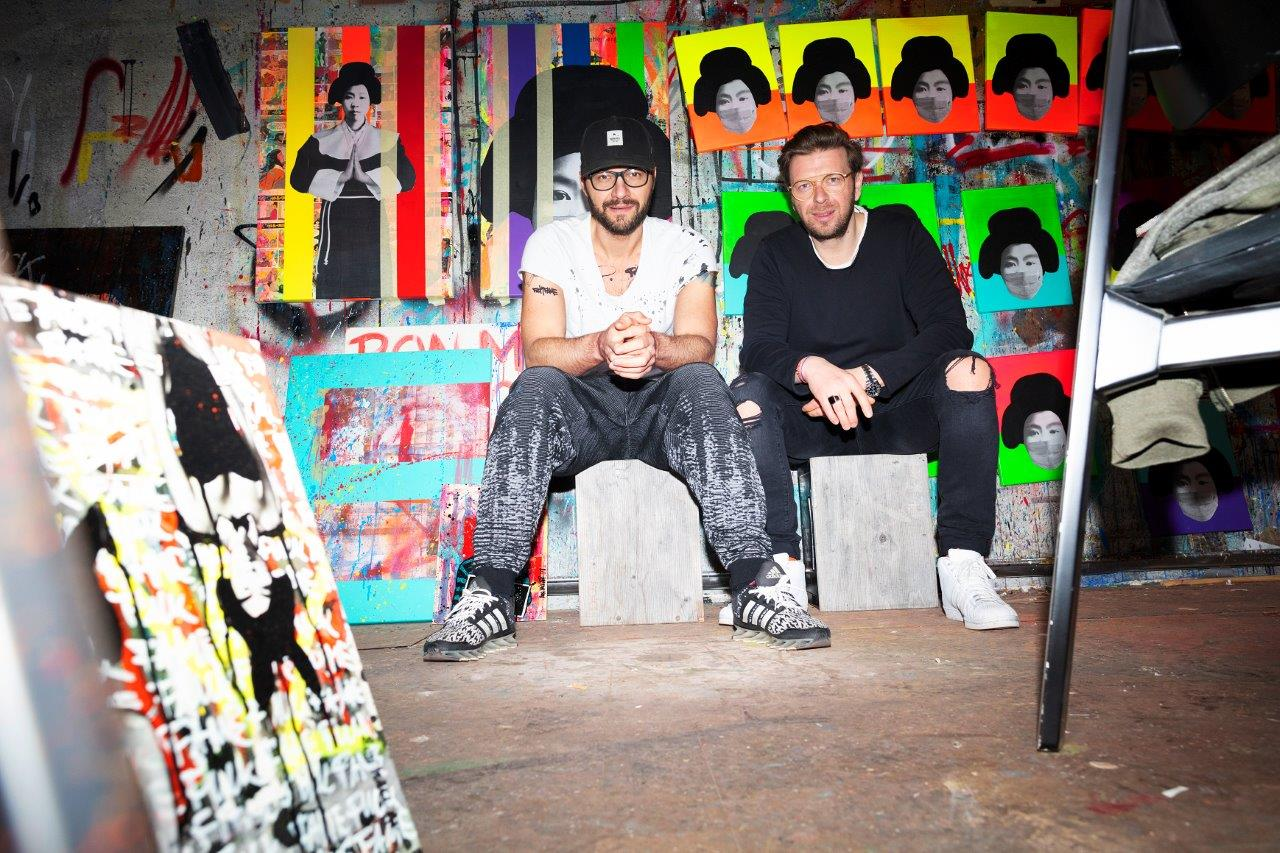
Ronny Kindt und Marcus Langenick vom Künstlerduo Ron Miller

Ron Miller (Eigenschreibweise RON MILLER) ist ein deutsches Urban-Art-Künstlerduo, bestehend aus den Mitgliedern Marcus Langenick und Ronny Kindt. Beide Künstler sind Autodidakten und haben die gleichen Wurzeln in der urbanen Kultur, deren Zugehörigkeit die Themen, Ausdrucksweisen und Ästhetik von Ron Miller stark beeinflusst.
Die Künstlergruppe wurde 2016 in Berlin gegründet und bestand ursprünglich aus drei Künstlern. Das dritte Mitglied, Nico-Leon Meyer, verließ die Künstlergruppe allerdings 2019.

## Werk

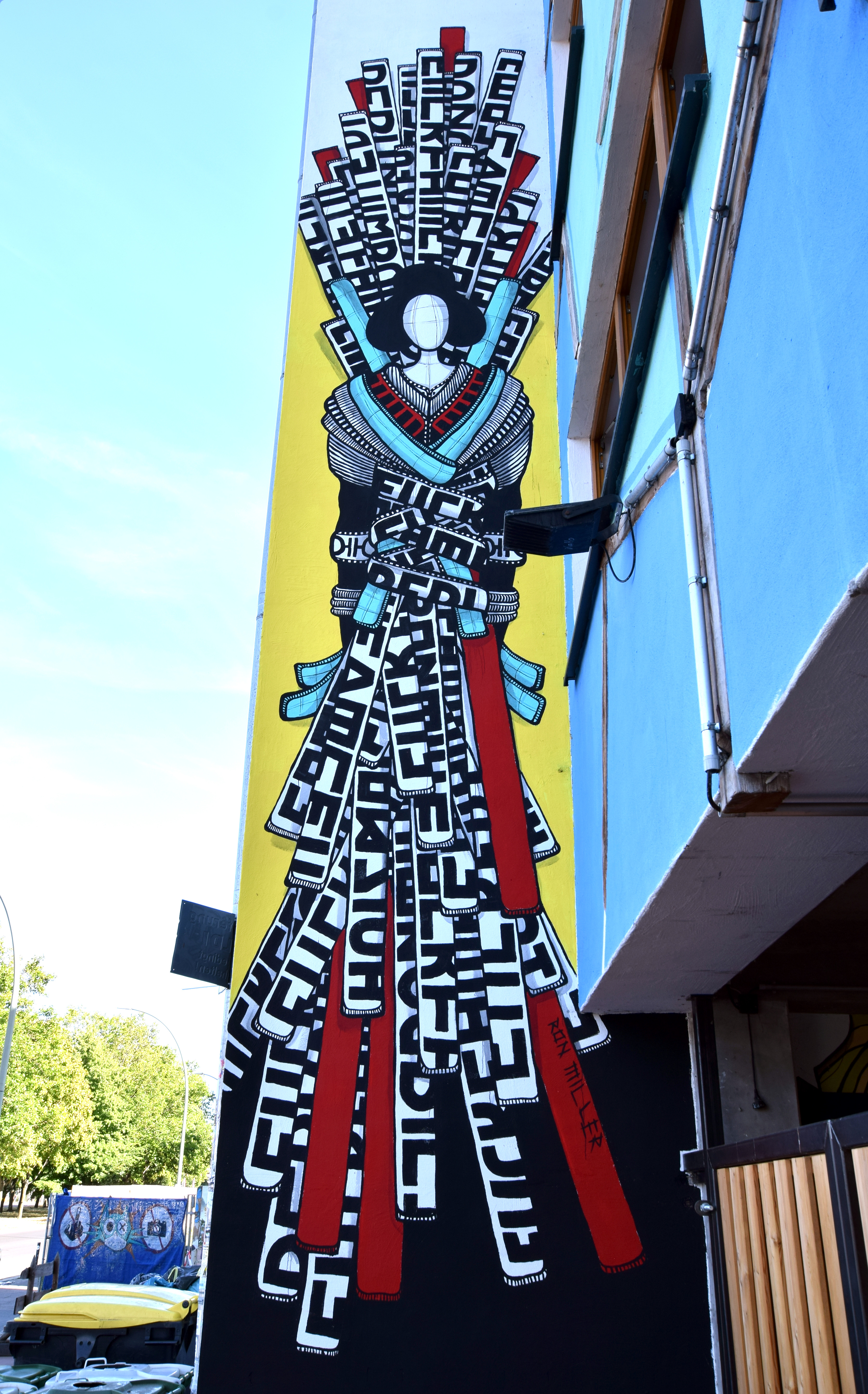
Wandmalerei in der Holzmarktstraße 25 in Berlin

Bei ihrer Arbeit verwendet das Duo Leinwände, Skulpturen, Illustrationen sowie Installationen, Poster, Paste-Ups und Stencils. Leitmotiv ist dabei die Geisha.
Sie haben sich vor allem mit dem Motiv der Geisha auf Paste Ups und Leinwänden einen Namen gemacht. Die Geisha repräsentiert die postmoderne kosmopolitische urbane Figur mit verschiedenen Identitäten, je nach Kontext und Situation.
Weiteres wiederkehrendes Merkmal von Ron Miller ist der Schriftzug „FUCK FAME“. Dieses Motto 'FUCK FAME' wird mit Ironie und einem Hauch von Provokation verwendet und weist auf die paradoxe Natur der Konzepte hinter Ruhm, Popularität und Einfluss in der Ära des Neoliberalismus, der Kommodifizierung und Digitalisierung von Kunst und Kultur und der nicht enden wollenden Trend-Setting-Aktivitäten auf sozialen Medien hin.
Die Geishas auf Leinwand basieren auf der Kombination von Aufkleber, Stempel, Graffiti und Tags sowie präzisen Pinselarbeiten. Abschließend wird jedes Bild mit einer glänzenden Lackierung finalisiert.
Am Ende 2020, entwickelte das Duo in ihrer Kunst ein weiteres Motiv: den Mittelfinger. Es wurde in den Finger Serien benutzt und repräsentiert die typische Ron Miller-Kunst: ironisch, verspielt, schockierend, nonkonformistisch, leicht kontrovers und unsere moderne Popkultur reflektierend.

## Ausstellungen (Auswahl)
- 2016: Factory, Berlin
- 2017: Fete de la musique, Berlin
- 2018: Teufelsberg, Berlin
- 2018: KUS Kultur-Späti, Berlin
- 2018: Ipse, Berlin
- 2018: Monumenta, Leipzig[2]
- 2018: Paste-Up Festival, Berlin
- 2018: Wandelism, Berlin[3]
- 2018: Urban Art Week, Berlin
- 2018: Hometown, Berlin
- 2018: FFAME, Frankfurt am Main[4]
- 2019: Fuorisalone, Mailand[5]
- 2019: Stroke Art Fair, München
- 2019: Culture Pop Studio, Berlin[6]
- 2020: Body Language, Venice
- 2020: AFFARTFAIR, Milan
- 2020: Key Gallery, Milan
- 2020: VIAF, Venice
- 2020: Extended Body, London
- 2020: AFENCE, Berlin[7]
- 2020: SWISSARTEXPO, Zürich[8]
- 2020: ARTMUC, München[9]
- 2021: World Art Dubai, Dubai[10]
- 2021: Hotel Show, Dubai